# Línea de alta velocidad Interconnexion Est

La LGV Interconnexion-Est (LGV Interconexión Este en español) es una parte de la red francesa de ferrocarriles de alta velocidad usada por los TGV que conecta la LGV Nord y la LGV Sud-Est por el este de la ciudad de París atravesando la región Île de France. 
Fue inaugurada en 1994 y consiste en tres ramas que comienzan en Coubert:
- Rama oeste: Hacia París y el oeste de Francia, finalizando en Valenton.
- Rama norte: Hacia el norte de Francia, Londres y Bruselas, concectando con la LGV Nord en Vémars.
- Rama sur: Hacia el sudeste de Francia, conectando con la LGV Sud-Est en Moisenay.

## La Ruta

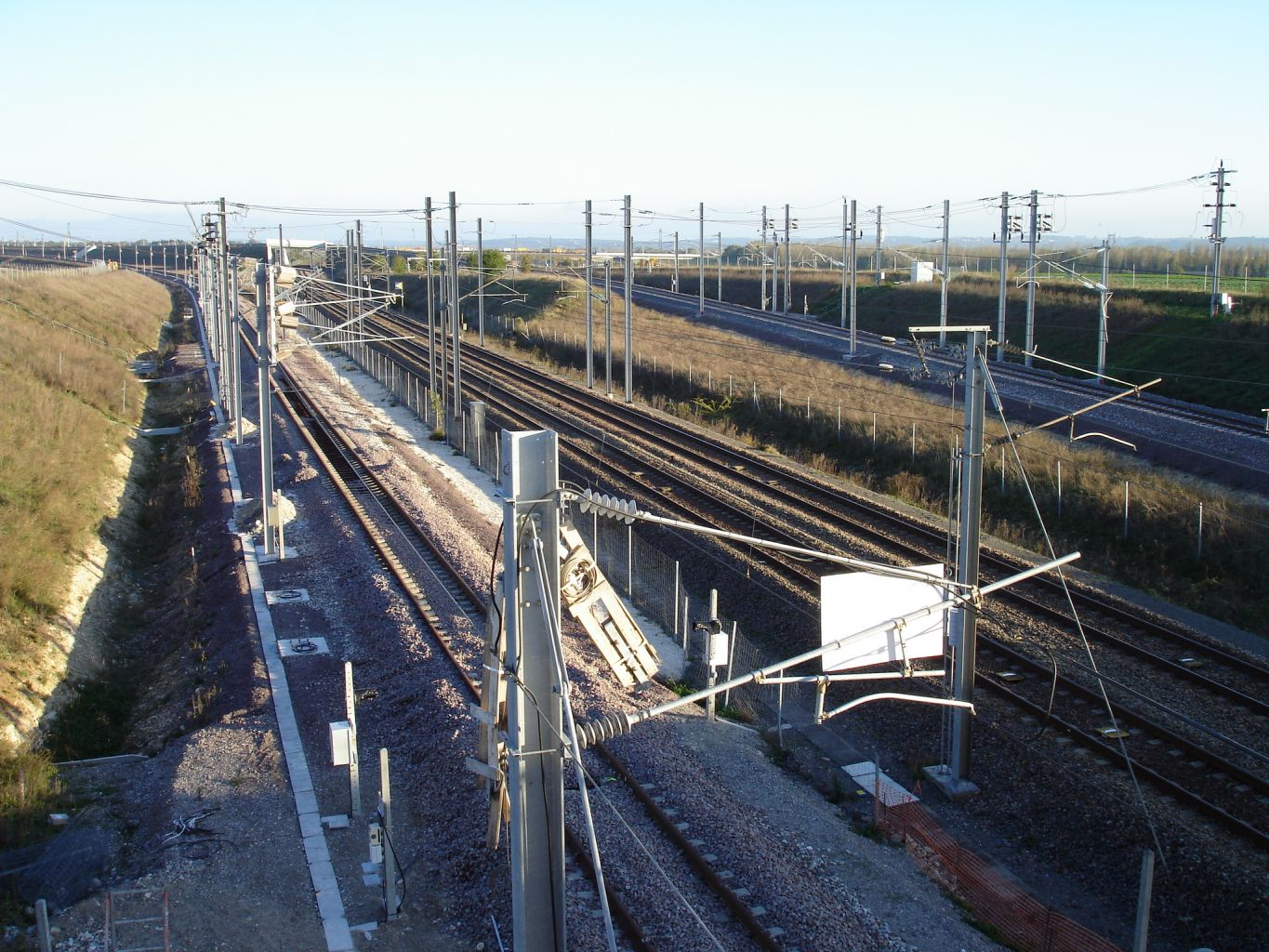
Interconexión LGV Este en Messy - Seine et Marne, Francia (Noviembre 2006).

### General
La línea tiene forma aproximada de "Y" tomando como centro el Triangulo Coubert. 

### Rama Sur
La rama sur va desde el Triangulo Coubert" hasta la LGV Sud-Est, con la cual se vincula en Moisenay. 

### Rama Norte
La rama norte constituye un "by pass" a la ciudad de París por el este. 
Esta sección de la LGV va desde el Triangulo Coubert hasta la LGV Nord con la cual se vincula en Vémars. 
En esta rama se encuentran dos estaciones,  la estación Marne-la-Vallée – Chessy que da servicio a la ciudad de Marne-la-Vallée y al parque Disneyland Paris y la estación Aéroport Charles de Gaulle 2 – TGV que da servicio a la Terminal 2 del Aeropuerto Charles de Gaulle.
Asimismo cerca de Claye-Souilly se cruza con la LGV Est  con la cual se encuentra conectada.

### Rama Oeste
La rama oeste constituye un "by pass" a la ciudad de París por el sur. 
Esta sección de la LGV va desde el Triangulo Coubert hasta Créteil donde continúa como línea tradicional" hasta enlazar la LGV Atlantique en Massy.